# Zoran Roje
Zoran Roje (Split, 7. listopada 1955.), hrvatski vaterpolist, olimpijski pobjednik iz Los Angelesa 1984. i srebrni s Olimpijskih igara u Moskvi 1980.
Igrao je za riječko Primorje, kojem je kasnije bio i trenerom. U Italiji je igrao za Canottieri Napulj, Caserta, Volturno.
Za reprezentaciju bivše SFRJ je odigrao 241 susret.